# Gerhard von Holy
Gerhard von Holy (baptisé le 15 septembre 1687 à Aurich; mort le 3 juin 1736 à Remscheid) est un facteur d'orgue allemand.

## Biographie
Von Holy travaille essentiellement dans la région de Frise orientale mais aussi en Westphalie à partir de 1723. Différentes sources indiquent qu'il a été élève d'Arp Schnitger. Il est alors probable qu'il était avec un autre élève de Schnitger, Matthias Dropa, appelé en 1709 pour la construction d'un nouvel orgue à l'église saint-Michel de Lunebourg. Il obtient en 1711 de Georges-Albert de Frise orientale le privilège de construction d'orgue pour le Harlingerland. Von Holy meurt à Remscheid alors qu'il travaille sur un orgue.

## Réalisations
La taille des instruments est indiquée dans la cinquième colonne par le nombre de clavier et le nombre de registres en jeu dans la sixième colonne. Un « P » majuscule indique une pédale indépendante, un « p » minuscule dans le cas contraire. Une inscription en italiques informe que l'orgue n'est plus entretenu.
| Année     | Lieu          | Bâtiment                          | Photo | Clavier | Registre | Remarques |
| --------- | ------------- | --------------------------------- | ----- | ------- | -------- | --- |
| 1710–1714 | Jever         | Stadtkirche                       |       | II/p    | 17       | Détruit par un incendie en 1728.                                                                                    |
| 1709–1710 | Nesse         | St.-Marien-Kirche                 |       | II/p    | 14       | N'a pas été conservé (II/p/14 d'après contrat); sert d'assise pour la création d'un orgue à Canum.                  |
| 1710–1711 | Dornum        | St.-Bartholomäus-Kirche           |       | III/P   | 32       | En grande partie conservé → Orgue de l'église Saint-Bartholomäus (Dornum).                                          |
| 1710–1713 | Marienhafe    | St.-Marienkirche                  |       | II/p    | 20       | Presque entièrement conservé → Orgue de Marienkirche (Marienhafe).                                                  |
| 1713      | Esens         | Waisenhaus                        |       | I       | 6        | Positif; Détruit par un incendie en 1860.                                                                           |
| 1723–1733 | Wetter (Ruhr) | Église réformée                   |       |         |          | Buffet conservé à Canum et intégré dans le nouvel orgue de Bartelt Immer (2010) (La photo montre l'orgue de Canum). |
| 1723–1733 | Voerde        | Église paroissiale évangélique    |       |         |          | N'a pas été conservé.                                                                                               |
| 1723–1733 | Lünen         | Église Saint-Georges              |       |         |          | Bâti conservé. |
| 1732      | Volmarstein   | Église évangélique de Volmarstein |       |         |          | Orgue d'autel; conservé.                                                                                            |
| 1730–1733 | Herdecke      | Église évangélique de Herdeke     |       |         |          | Réparation. |